# バビロン5
『バビロン5』(Babylon 5) は、米国において1993年から1999年の間に放送されたSFテレビドラマである。

## 概要
『バビロン5』はパイロット版＋5シーズン110話＋長編スペシャル6本で構成され、各シーズンによって明確な章分けが成されているSFドラマである。銀河系をとりまく政治が物語の中心で、多くの出演者による群像劇である。
各シーズンはそれぞれ1地球年に対応し、第1シーズンが2258年、以下第5シーズンが2262年に対応している。初めから全5章のストーリーは細部まで固まっており、打ち切りにならずに最後まで製作され放映された。企画当初のコンセプトが番組終了時点まで完璧に貫かれたドラマはアメリカの放送業界では極めて珍しい。
製作総指揮を務めるJ・マイケル・ストラジンスキーの意向で、オープニングは各シーズン毎に変更が行われ、それぞれ映像やナレーション、使用曲などが異なる。
当時ライバル番組であった『スター・トレック』シリーズでは当初撮影用模型が用いられて徐々にCGへ移行して行ったが、『バビロン5』ではパイロット版からシリーズ終了時まで撮影用模型が一切用いられることなく、当時最新技術だったCGを全面的に使用している。
日本でもスーパーチャンネル(現・スーパー!ドラマTV)で、『クルセイド』を除く全話が放送されている。
CWで放送予定のリブート版が2021年9月に発表された。

## ストーリー
時は23世紀半ば。人類が宇宙に進出していく中、比較的温厚な種族であるミンバリとのファーストコンタクトに失敗し、戦争へと突入する。3年に及ぶ戦争の末、ミンバリは圧倒的な軍事力を持って地球攻撃を目前に控えるも直前で謎の降伏をし、和平協定を結ぶこととなった。結果、人類は銀河系の5大種族のリーダー的地位を手に入れるものの、必ずしも他の種族に対して有利な立場ではなかった。そのため、人類は異種族間での平和的な外交関係を構築するために「バビロンプロジェクト」を立ち上げ、外交的に最も中立が保てるような星系に大型の宇宙ステーションを建設しようとする。破壊工作や原因不明の消滅などのさまざまな理由により最初の4つの宇宙ステーション(「バビロン1」から「バビロン4」)は失ってしまったが、ついに「バビロン5」が建造され、外交の場として提供できるようになった。この物語は、その最後のバビロンステーションを舞台とし、5大種族の思惑や交流、超古代種族たちの暗躍により、さまざまな事件や軍事的対立関係に陥りつつも、地球人類が他の種族と平和な世界を構築していく物語である。

## 主な種族

### 銀河系の5大種族
地球同盟
22世紀中頃にセントーリと遭遇し、ジャンプ技術を手に入れた。それから100年の間に宇宙社会へ進出したが、その間にもいくつか戦争を経験している。
2230年頃に非同盟惑星連合と共にディルガーと呼ばれた種族と戦って勝利した。
2245年、地球－ミンバリ間に全面戦争が勃発。2248年の戦争終結までに大勢の犠牲者を出すが、戦争を優勢に進めていたはずのミンバリが突然に降伏したことで全滅を免れた。これによって形式的に地球は宇宙社会におけるリーダーになったが、2258年の時点でも他種族と覇権を争っている。
ミンバリ戦争後、バビロンプロジェクトが立ち上がり中立地帯で宇宙ステーションを建造したが、前述のようにバビロン1から3は破壊されてしまった。しかし、バビロン4とバビロン5は、銀河系の運命そのものを左右する出来事に大きく関わることになる。
火星との独立問題を抱えていたが、2260年、クラーク大統領が火星を攻撃した。このことでバビロン5を始め、プロクシマ3やオリオン7など、多くの外宇宙コロニーがクラーク大統領に抗議して地球同盟を脱退。翌年の地球内乱に繋がっていく。
ミンバリ連邦
2245-48年の3年間、地球との全面戦争を行っていた。戦争の最終局面でミンバリの艦隊は地球の眼前に迫り、勝利目前であったにもかかわらず降伏した。彼らの歴史上、決して看過できないほどの重要な関係が地球人類との間にあることが明らかになったことが原因である。この事実は公の場では伏せられたために、聖職者カーストと戦士カースト間が対立を始めた。その一方、戦後の地球とミンバリとの関係は友好的になった。
科学技術は、宇宙社会に進出した種族の中ではヴォーロンを除くと他の種族より優れている。実際に、ヴォーロンの科学技術を取り入れた艦船（ホワイト・スターなど）を実用化し、レンジャーと呼ばれる組織が用いている。
聖職者・戦士・労働者の3つのカーストが存在し、各カーストから3名ずつ選ばれた評議員によって構成されるグレイ評議会が政治を指導している。なお、3という数字はミンバリにとって重要な意味を持ち、さまざまな場面で登場している。しかし、2261年に聖職者カーストと戦士カースト間の対立によりグレイ評議会は機能しなくなり、ミンバリ内戦が勃発した。
ナーン政府
長い間セントーリに支配された歴史を持つ。ナーン本星はセントーリの侵略を受けるまで緑豊かな星だったと言われているが、現在では埃っぽく荒野の広がる赤茶けた星になっている。
この100年間でセントーリから独立したが、セントーリに対して激しい敵意を抱いており、復讐の機会をうかがっていた。
2259年にセントーリの侵攻を受けて首都惑星が陥落し、再びセントーリに隷属された。だが、その後のシャドウ戦争の終局において、セントーリはナーンの支配を止め、再びナーンは独立国家となる。
セントーリ共和国
22世紀中頃に地球と接触し、それ以来100年に渡って貿易を行っている。
ジャンプ技術を持たない地球に無償でジャンプ・ゲートを提供している。
かつては銀河系の4分の1を支配していた広大な星間国家だったが、2258年までに彼らの支配下にあった多くの惑星や星系が分離独立したことで国力が衰え、その文明はすでに衰退を始めている。この状況を嘆いたロンド・モラーリはシャドウの力を借り、一時はセントーリの影響力を復権させるのだが……。
ちなみに、国家形態は共和国だが、皇帝がいて、絶大な権力を手にしている。
ヴォーロン帝国
謎に包まれた種族。その真の姿を見たものはほとんどいない。常に宇宙服のようなものを身につけている。
技術的にミンバリ連邦、セントーリ共和国を遥かに凌いでいる。
物語の中盤以降、ミンバリ連邦へ技術供与を行い高性能艦を完成。バビロン5とレンジャーへ提供する。
直接シャドウと戦うことを極力避けている。その理由は第4シーズンにおいて明かされる。

### その他の種族
シャドウ
種族の正式名称不明。他の種族からはシャドウと呼ばれている。ヴォーロンと敵対しているが、いわゆる怨恨のような形での敵対ではない。
物語の終盤でヴォーロンとシャドウの敵対の真意が明らかとなる。
見た目は漆黒の体を持つ多肢昆虫のような姿。姿を透明にすることができる（技術なのか能力なのかは不明）。
彼らの宇宙船は有機テクノロジーにより作られており、漆黒のボディの表面が液体のように波打って見える。
ドラーク
シャドウに仕えていた種族の1つであり、不気味な外見をしている。
シャドウ戦争後、非同盟惑星連合の船を襲撃している。
セントーリにも伝説として伝わっている種族である。
ディルガー
2230年頃に非同盟惑星連合諸国とナーンを侵略して残虐行為を行い、いわゆる「ディルガー戦争」を引き起こした種族であり、母星の新星爆発によってほぼ滅亡している。第1シーズン第9話でディルガー戦争当時の戦術参謀だったデスウォーカーがバビロン5に現れ、波紋を広げた。
テクノメイジ
科学力によって魔法と同様に見える力を行使できる種族。厳密に言うと単一の種族ではなく、時代によって構成種族は変わっている。本編では第2シーズンの一話にしか登場しないが、続編ミニシリーズのクルセイドの主要キャストの一人(ゲイレン)がテクノメイジである。
ソウルハンター
自他種族を問わず、偉大な人物の死に際してその魂を捕らえて保存する種族。その故に多くの種族に嫌われており、特にミンバリには蛇蝎のように嫌悪されている。本編では第1シーズンの一話にしか登場しないが、TVムービー『球体』では重要な役割を果たしている。

## キャスト

### 主要キャスト
ジェフリー・シンクレア中佐 (Jeffrey Sinclair) 
演 - マイケル・オハラ (Michael O'Hare)  日本語吹替 - 中多和宏
バビロン5司令官：第1シーズン。バビロン5初代司令官を勤める。無口かつ冷静な人物だが、外交官としても奮闘する。かつてミンバリ戦争に従軍し、最終決戦時には飛行隊長としてミンバリの艦隊と戦った。その際に空白の一日を経験したが、その出来事が彼をバビロン5司令官に就任させるきっかけになった。
ミンバリ駐在大使：第2シーズン〜第3シーズン。レンジャー設立者の一人となる。第3シーズンで自らの運命と向き合い、歴史の表舞台を去ることになる。
ジョン・シェリダン大佐 (John Sheridan) 
演 - ブルース・ボックスライトナー 日本語吹替 - 加藤亮夫
バビロン5司令官：第2シーズン〜第4シーズン。ミンバリ戦争時にEASレキシントンを指揮して、地球人としては初めてミンバリの戦艦を撃沈して戦争を生き延びた。それが原因で司令官就任当時はミンバリ人との間に確執があった。第3シーズンからはレンジャーを指揮し、シャドウ戦争を終結に導く。また、第4シーズンでは恐怖政治を行っていたクラーク大統領の軍と戦って勝利。地球内乱を収めた後、デレンと結婚する。
第5シーズンからは惑星間同盟の大統領に就任する。
スーザン・イワノバ少佐→大佐 (Susan Ivanova) 
演 - クローディア・クリスチャン 日本語吹替 - 寺瀬今日子
バビロン5副司令官：第1シーズン〜第4シーズン。ローレル・タカシマ少佐の後任として着任。ロシア人。第2シーズン前半で中佐に昇進する。シンクレアやシェリダンをサポートする優秀な副官であり、感情をあまり表に出さない。独特の言い回しをするため、周りを驚かさせることもある。母親がテレパスだったが、その母親をサイ・コープスの薬物投与のせいで喪い、組織を激しく憎んでいる。
第4シーズンの終盤で大佐に昇進し、バビロン5を去る。
マイケル・ガリバルディ (Michael Garibaldi) 
演 - ジェリー・ドイル (Jerry Doyle)  日本語吹替 - 星野充昭
警備主任：第1シーズン〜第4シーズン。アルコール依存症により失敗した過去を持つ。バビロン5に赴任するまで実に5回も配置転換になっているが、バビロン5に来てからはそのようなこともなく、高い捜査能力を発揮し非常に有能な働きを行う。バビロン5が稼動した2257年から警備主任を務めているため、誰よりもバビロン5に詳しいことを自他共に認めている。
第3シーズン最終話でサイ・コープスに拉致されて洗脳され、第4シーズンの前半で警備主任を辞任する。探偵業を始めるが、サイ・コープスに操られてシェリダンをクラークに突き出してしまう。洗脳が解けた後にシェリダンを救出し、また長年の思い人だったリサ・ハンプトンと結婚する。
第5シーズンからはシェリダン直属の捜査チームを率いる。
エリザベス・ロックリー (Elizabeth Lochley) 
演 - トレイシー・スコッギンズ (Tracy Scoggins)  日本語吹替 - 幸田夏穂
バビロン5司令官：第5シーズンのみの登場。イワノバの後任として地球から派遣された。士官学校を卒業してから3ヶ月の間だけシェリダンと結婚していた。かつて薬におぼれた過去があり、ガリバルディのアルコール依存症に親近感を覚える。
デレン (Delenn) 
演 - ミラ・ファーラン 日本語吹替 - 滝沢久美子
ミンバリ大使。物語の序盤では完全なミンバリ人だが、のちに「トライ・ルミナリー」という秘宝の力を使い、地球人とミンバリ人の中間的な姿に変貌する。かつてミンバリ連邦の偉大な指導者だったデュカットの弟子で、グレイ評議会の一員だった。ヴェイレンというミンバリの偉大な指導者だった人物の予言を信じて自分の意志を貫き通した結果、グレイ評議会をやめることになるが、その代わり、彼女の信じた予言は後に実現した。シャドウ戦争を目前にミンバリでカースト間の対立が発生した際には、聖職者カーストとレンジャーを率いて、シャドウと戦った。ミンバリ内戦が勃発した時には、敵対している戦士カーストの指導者の一人であるネルーンと共に内戦を終結させた。第4シーズン終盤で創設される惑星間同盟顧問会議の主要メンバーの一人になる。後にシェリダンと結婚する。
ロンド・モラーリ (Londo Mollari) 
演 - ピーター・ジュラシック (Peter Jurasik)  日本語吹替 - 田口昂
セントーリ大使。吹替版では、自分を指す一人称が貴族らしく「まろ」。20年後（2278年）にジ・カーと首を絞め合って殺し合い死に絶える、という予知夢に悩まされている。ジ・カーとは出会った当初から対立していたが、シャドウ戦争の経過の中で友情が芽生えることになる。
ジ・カー (G'Kar) 
演 - アンドレアス・カツーラス 日本語吹替 - 菅原淳一
ナーン大使。序盤ではセントーリ共和国に強い敵意を持ち、敵役的なポジションにいた。しばしばロンド・モラーリと衝突していたが、シャドウ戦争が進行する中で、様々な体験を経て高潔な哲学とも言える思考に至る。劇中、もっとも精神的に成長する人物の一人。惑星間同盟設立の影の功労者。
コッシュ・ナラネク (Kosh) 
声 - アードワイト・チャンバーレイン (Ardwight Chamberlain)  日本語吹替 - 岩田安生
ヴォーロン大使。常に宇宙服のようなものを着ており、誰も素顔は知らない。
謎掛けのようなミステリアスな会話をしたり、行動が予測できなかったりすることから、周りをよく困惑させる。
シェリダンたちに試練を課す一方、時に高潔で哲学的な一面も見せ、「理解とは三つの異なる刃を持った剣である」という言葉は、後のシェリダンにも深く印象に残した。
物語の途中で命を落とすが、次に派遣された大使も同名である「コッシュ」を名乗る。
新たに派遣された「コッシュ」は、それまでのコッシュと異なり、リタ・アレキサンダー曰く、「閉鎖的で冷たい」性格だった。このことからヴォーロン人が誰でもコッシュのような高潔な人物ではないことを表している。
スティーヴン・フランクリン (Stephen Franklin) 
演 - リチャード・ビッグス (Richard Biggs)  日本語吹替 - 江川央生
医療部長：第1シーズン〜。ストーリーの序盤でドクター・ベンジャミン・カイルの後任として着任する。難病の治療方法を見つけるべく悪戦苦闘したり、失業者のたまり場となっているダウン・ビロウで無料クリニックを開いたりといった活動も行う高潔な人物。ガリバルディの捜査を医療の面から手伝うこともあり、プライベートでもガリバルディにバーニャ・カウダを振舞われるほどの友人になる。

### その他重要なキャスト
リタ・アレキサンダー (Lyta Alexander) 
演 - パトリシア・トールマン (Patricia Tallman)  日本語吹替 - 高橋理恵子
商業テレパス、サイ・コーア（吹替版ではサイ・コープス）。コッシュ大使治療時に協力した経緯でヴォーロンに強い興味を持ち、単身ヴォーロン星へと旅立つ。物語中盤以降はヴォーロン星より帰還、副官としてコッシュ大使に付き従う。
タリア・ウィンタース (Talia Winters) 
演 - アンドレア・トンプソン (Andrea Thompson)  日本語吹替 - 金野恵子
商業テレパス、サイ・コーア（吹替版ではサイ・コープス）
アルフレッド・ベスター (Alfred Bester) 
演 - ウォルター・ケーニッグ (Walter Koenig)  日本語吹替 - 佐藤祐四
サイ・コップの隊長、サイ・コーア（吹替版ではサイ・コープス）。最強クラスのテレパスであり、非テレパスを蔑視している。
バイロン (Byron)
演 - ロビン・アトキン (Robin Atkin Downes) 
第5シーズンにバビロン5に住み着いた逃亡テレパスグループのリーダーの地球人男性。ベスターの部下だった過去を持つ。
モーデン (Morden)
演 - エド・ヴァッサー (Ed Wasser) 
辺境惑星から戻ってきた謎の地球人男性。シャドウの手先として暗躍する。
レニアー (Lennier) 
演 - ビリー・ムーミー (Bill Mumy)  日本語吹替 - 青木誠
ミンバリ連邦の大使副官。デレンを師として献身的に仕えるミンバリ人男性。
ヴィール・コットー（吹替版ではバー・コットー） (Vir Cotto) 
演 - スティーヴン・ファースト (Stephen Furst)  日本語吹替 - 緒方文興
セントーリ共和国の大使副官。神経質でいつもオドオドしているが、純真で善良な気質の持ち主。モラーリの行動に振り回されがちだが、彼を信用してよくフォローしている。
レファ (Refa)
演 - ウィリアム・フォワード (William Forward) 
セントーリ共和国の実力者。ターハン皇帝の穏健な政策に不満を抱き、ロンド・モラーリと結んで再びセントーリに覇を唱えさせようと画策する。
カルタージア (Cartagia)
演 - ワーサム・クリマー (Wortham Krimmer) 
ターハンの死後にレファらに擁立されたセントーリの新皇帝。レファの傀儡と思われていたが、やがて暴走を始める。
ウォーレン・ケファー (Warren Keffer) 
演 - ロバート・ラスラー (Robert Rusler) 
スター・フューリーのパイロット。第2シーズンのみの登場。
ナタース（吹替版ではナターフ） (Na'Toth) 
演 - ケイトリン・ブラウン (Caitlin Brown)  / メアリー・ケイ・アダムズ (Mary Kay Adams)  日本語吹替 - 鈴木渢
ナーン共和国の大使副官。第2シーズン半ばでナーン本星が爆撃されたとき行方不明になる。
マーカス・コール (Marcus Cole) 
演 - ジェイソン・カーター (Jason Carter)  日本語吹替 - 谷昌樹
秘密組織「レンジャー」の連絡員。ミンバリ語を話せるので、ホワイト・スターを指揮する際にイワノバを補助する。
ザック・アラン (Zack Allan) 
演 - ジェフ・コナウェイ (Jeff Conaway)  日本語吹替 - 堀尾雅彦
警備隊員。ガリバルディが辞職してからは警備主任に昇格する。
ヒドシ議員（吹替音声ではヒロシ議員） (Senator Hidoshi) 
演 - アキ・アレオン (Aki Aleong)  日本語吹替 - 小野美喜
地球同盟政府の議員
ローレル・タカシマ少佐 (Lt. Commander Laurel Takashima) 
演 - タムリン・トミタ 日本語吹替 - たまきまゆ
バビロン5初代副司令官。パイロット版のヒロイン。
ドクター・ベンジャミン・カイル (Dr. Benjamin Kyle) 
演 - ジョニー・セッカ (Johnny Sekka)  日本語吹替 - 坂東尚樹
バビロン5初代医療部長。パイロット版でコッシュの治療を担当した。
キャサリン・サカイ (Catherine Sakai) 
演 - ジュリア・ニクソン (Julia Nickson) 
ジェフリー・シンクレア司令官の元・恋人
ネルーン (Neroon) 
演 - ジョン・ベッカリィ (John Vickery) 
ミンバリ人。戦士カーストの指導者の一人であり、シャドウ戦争直前にデレンからレンジャーの指揮権を取り上げようとした。このことでデレンと対立したが、後のミンバリ内戦ではデレンと共に内戦を終結に導いた。
ルイス・サンティアゴ (Luis Santiago) 
演 - ダグラス・ネッター (Douglas Netter) 
地球同盟大統領：第1シーズン。バビロンプロジェクトを提唱した人物であり、バビロン5を支援していた。第1シーズン終盤、副大統領だったクラークの陰謀によって大統領専用機の爆発で命を落とす。ちなみに、サンティアゴの画像として写るのは番組の製作総指揮を務めているダグラス・ネッター本人。
ウィリアム・モーガン・クラーク (William Morgan Clark) 
演 - ゲリー・マガーク (Gary McGurk) 
地球同盟大統領：第2シーズン〜第4シーズン。サンティアゴの次代大統領に就任するが、サンティアゴの暗殺に関わっていたことが露見し、第3シーズンで火星コロニーへの爆撃を指示した。このことで世論からの信頼を失い、バビロン5を始めとした外宇宙コロニーが次々と地球同盟を脱退した。その後もシャドウの後ろ盾とテクノロジーを悪用して人々に恐怖政治を敷き、大勢の民間人を虐殺した。シャドウ戦争終結後、地球内乱が発生し、終結直前に自殺する。

## スタッフ

### オリジナル・スタッフ
- 創作:J・マイケル・ストラジンスキー
- 企画:J・マイケル・ストラジンスキー
- 製作総指揮:J・マイケル・ストラジンスキー、ダグラス・ネッター
- プロデューサー:ジョン・コープランド
- アソシエイトプロデューサー:スーザン・ノーキン、ジョージ・ジョンセン
- 副プロデューサー:ジョージ・ジョンセン、スキップ・ビューダイン、リチャード・コンプトン
- 監督:マイケル・ヴェジャー、デイヴィッド・J・イーグル、ジャネット・グリーク、ジム・ジョンストン、ジョン・C・フリン三世、ケヴィン・G・クレミン、リチャード・コンプトン、ジーザス・サルヴァドール・トレヴィーノ、トニー・ダウ、ブルース・セス・グリーン、マリオ・ディレオ、ジョン・コープランド、スティーヴン・ファースト、ジョン・ラフィア、メナヘム・ベネツキ、アダム・ニモイ、ケヴィン・ジェイムズ・ダブスン
- 脚本:J・マイケル・ストラジンスキー(110話分)、ローレンス・G・ディティリオ(7話分)、D・C・フォンタナ(3話分)、ピーター・デイヴィッド(2話分)、ハーラン・エリスン(2話分)
- 音楽:クリストファー・フランケ
- 撮影:ジョン・C・フリン三世、フレッド・V・マーフィー

### 日本版・スタッフ
- 製作:東北新社
- プロデューサー:田村恵[2]
- ディレクター:二瓶紀六[3][4]
- 翻訳:浅野倫子、北野紫穂、千葉真美[5]

## 映像商品（日本国内版）

### ビデオソフト
- 1993年12月3日、ワーナー・ホーム・ビデオ「CUE」レーベルより、パイロット版が『CGスペース・アドベンチャー バビロン5』の邦題で発売された。
- 1994年、ワーナー・ホーム・ビデオ「CUE」レーベルより、第18話「母星イプシロン3の危機 PART 1」と第19話「母星イプシロン3の危機 PART 2」を繋げて1本に編集した長編版が『スペース ガーディアン バビロン5』の邦題で発売された。品番：NJV-13597。

### レーザーディスク
- 1993年12月21日、ワーナー・ホーム・ビデオ「CUE」レーベルより、パイロット版が『バビロン5』の邦題で発売された。品番：NJL-12656。

### DVD
- 2005年4月22日、ワーナー・ホーム・ビデオより第1シーズンのDVD-BOX『バビロン5＜ファースト・シーズン＞ コレクターズ・ボックス(6枚組)』が発売された(パイロット版は未収録)。品番：SD57、JANコード：4988135552624。
- 2005年9月2日、ワーナー・ホーム・ビデオより第2シーズンのDVD-BOX『バビロン5＜セカンド・シーズン＞ コレクターズ・ボックス(6枚組)』が発売された。品番：SD72、JANコード：4988135556523。
- 2005年10月7日、ワーナー・ホーム・ビデオより第3シーズンのDVD-BOX『バビロン5＜サード・シーズン＞ コレクターズ・ボックス(6枚組)』が発売された。品番：SD83、JANコード：4988135562548。

その後、2006年に廉価版が発売されている。第4シーズン、第5シーズンの日本語吹き替え版DVD-BOXは発売未定である。

## 音楽商品
- 日本での国内盤発売は無かったが、アメリカ本国にて31枚ものオリジナル・サウンドトラック盤が発売された。